# 陽平 (呼出)
陽平（ようへい、1983年（昭和58年）2月9日 - ）は、大相撲の十両呼出である。本名は門岡 洋平（かどおか ようへい）。熊本県熊本市北区出身。出羽海部屋所属。血液型はAB型。

## 人物
2020年1月場所より十両呼出。

## 履歴
- 1998年5月場所 - 初土俵。序ノ口呼出：洋平。
- 2002年9月場所 - 序二段呼出。
- 2006年1月場所 - 三段目呼出。
- 2010年1月場所 - 陽平に改名。
- 2012年1月場所 - 幕下呼出。
- 2020年1月場所 - 十両呼出。